# Melcha rufipes
Melcha rufipes är en stekelart som först beskrevs av Cameron 1905.  Melcha rufipes ingår i släktet Melcha och familjen brokparasitsteklar. Inga underarter finns listade i Catalogue of Life.